# Onthophagus pseudocaccobius
Onthophagus pseudocaccobius là một loài bọ cánh cứng trong họ Bọ hung (Scarabaeidae).